# Molièrova cena
Molièrova cena (ve francouzštině Les Molières) je francouzská divadelní cena, kterou od roku 1987 každoročně udílí Molièrova akademie (Académie des Molières) a oceňuje jimi nejlepší umělce a inscenace. Často se uvádí jako obdoba cen Tony ve Spojených státech a cen Lawrence Oliviera ve Spojeném království. Slavnostní ceremoniál udílení cen, ve francouzštině nazvaný Nuit des Molières, je nejvýznamnějším udílením divadelních cen ve Francii. Cena je pojmenována po francouzském herci a dramatikovi Molièrovi.

## Přehled ročníků
| Ročník                                                                         | Datum           | Místo                                       | Prezident                         | Moderátor                           | Nejlepší herec         | Nejlepší herečka     |
| ------------------------------------------------------------------------------ | --------------- | ------------------------------------------- | --------------------------------- | ----------------------------------- | ---------------------- | -------------------- |
| 1.                                                                             | 23. května 1987 | Théâtre du Châtelet                         | Jean-Louis Barrault               | Michel Drucker a François Périer    | Philippe Clévenot      | Suzanne Flon         |
| 2.                                                                             | 2. května 1988  | Théâtre du Châtelet                         | Nejsou dostupné informace         | Michel Drucker                      | Jacques Dufilho        | Jeanne Moreau        |
| 3.                                                                             | 7. května 1989  | Théâtre du Châtelet                         | Nejsou dostupné informace         | Michel Drucker                      | Gérard Desarthe        | Maria Casarès        |
| 4.                                                                             | 29. dubna 1990  | Théâtre du Châtelet                         | Nejsou dostupné informace         | Michel Drucker                      | Pierre Dux             | Denise Gence         |
| 5.                                                                             | 8. dubna 1991   | Théâtre du Châtelet                         | Nejsou dostupné informace         | Michel Drucker                      | Guy Tréjan             | Dominique Valadié    |
| 6.                                                                             | 6. dubna 1992   | Théâtre du Châtelet                         | Nejsou dostupné informace         | Michel Drucker                      | Henri Virlogeux        | Ludmila Mikaël       |
| 7.                                                                             | 5. dubna 1993   | Théâtre du Châtelet                         | Nejsou dostupné informace         | Michel Drucker                      | Michel Aumont          | Edwige Feuillère     |
| 8.                                                                             | 4. dubna 1994   | Théâtre du Châtelet                         | Nejsou dostupné informace         | Michel Drucker                      | Jean-Pierre Marielle   | Tsilla Chelton       |
| 9.                                                                             | 27. března 1995 | Théâtre du Châtelet                         | Nejsou dostupné informace         | Michel Drucker                      | Pierre Meyrand         | Suzanne Flon         |
| 10.                                                                            | 6. května 1996  | Théâtre du Châtelet                         | Nejsou dostupné informace         | Michel Drucker                      | Didier Sandre          | Christiane Cohendy   |
| 11.                                                                            | 12. května 1997 | Théâtre du Châtelet                         | Nejsou dostupné informace         | Michel Drucker                      | Pierre Cassignard      | Myriam Boyer         |
| 12.                                                                            | 6. dubna 1998   | Théâtre des Champs-Élysées                  | Dario Fo                          | Michel Drucker                      | Michel Bouquet         | Dominique Blancová   |
| 13.                                                                            | 3. května 1999  | Théâtre des Champs-Élysées                  | Pierre Arditi                     | Michel Drucker                      | Robert Hirsch          | Isabelle Carré       |
| 14.                                                                            | 8. května 2000  | Opéra-Comique                               | Suzanne Flon                      | Michel Drucker                      | Michel Aumont          | Judith Magre         |
| 15.                                                                            | 7. května 2001  | Théâtre Marigny                             | Robert Hossein                    | Michel Drucker                      | Simon Abkarian         | Corinne Jaber        |
| 16.                                                                            | 1. dubna 2002   | Théâtre Mogador                             | Jean Piat                         | Michel Drucker                      | Jean-Paul Roussillon   | Annie Girardotová    |
| 17.                                                                            | 12. května 2003 | Théâtre Mogador                             | Jean Piat                         | Michel Drucker                      | Thierry Fortineau      | Danielle Darrieuxová |
| 18.                                                                            | 2004            | Slavnostní vyhlášení neproběhlo             | Slavnostní vyhlášení neproběhlo   | Slavnostní vyhlášení neproběhlo     | Dominique Pinon        | Isabelle Carré       |
| 19.                                                                            | 9. května 2005  | Théâtre Mogador                             | Bez prezidenta                    | Laurent Ruquier a William Leymergie | Michel Bouquet         | Christine Murillo    |
| 20.                                                                            | 24. dubna 2006  | Théâtre Mogador                             | Jacques Weber                     | Karine Le Marchand                  | Jacques Sereys         | Judith Magre         |
| 21.                                                                            | 14. května 2007 | Théâtre des Champs-Élysées                  | Jacques Weber                     | Karine Le Marchand                  | Robert Hirsch          | Martine Chevallier   |
| 22.                                                                            | 28. dubna 2008  | Folies Bergère                              | Clovis Cornillac a Barbara Schulz | Karine Le Marchand                  | Michel Galabru         | Myriam Boyer         |
| 23.                                                                            | 26. dubna 2009  | Théâtre de Paris                            | Bernard Giraudeau                 | Frédéric Mitterrand                 | Patrick Chesnais       | Anne Alvaro          |
| 24.                                                                            | 25. dubna 2010  | Maison des arts et de la culture de Créteil | Bez prezidenta                    | Michel Drucker a Marie Drucker      | Laurent Terzieff       | Dominique Blancová   |
| 25.                                                                            | 17. dubna 2011  | Maison des arts et de la culture de Créteil | Michel Galabru                    | Laurent Lafitte                     | Christian Hecq         | Catherine Hiegel     |
| Palmarès du théâtre                                                            | 28. dubna 2013  | La Pépinière-Théâtre                        | Patrice Leconte                   | Aïda Touihri                        | Grégory Gadebois       | Audrey Bonnet        |
| 26.                                                                            | 2. června 2014  | Folies Bergère                              | Bez prezidenta                    | Nicolas Bedos                       | Philippe Torreton      | Valérie Dréville     |
| 26.                                                                            | 2. června 2014  | Folies Bergère                              | Bez prezidenta                    | Nicolas Bedos                       | Robert Hirsch          | Isabelle Gélinas     |
| 27.                                                                            | 27. dubna 2015  | Folies Bergère                              | Bez prezidenta                    | Nicolas Bedos                       | André Dussollier       | Emmanuelle Devosová  |
| 27.                                                                            | 27. dubna 2015  | Folies Bergère                              | Bez prezidenta                    | Nicolas Bedos                       | Maxime d'Aboville      | Marie Gillain        |
| 28.                                                                            | 23. května 2016 | Folies Bergère                              | Bez prezidenta                    | Alex Lutz                           | Charles Berling        | Dominique Blancová   |
| 28.                                                                            | 23. května 2016 | Folies Bergère                              | Bez prezidenta                    | Alex Lutz                           | Wladimir Yordanoff     | Catherine Frot       |
| 29.                                                                            | 29. května 2017 | Folies Bergère                              | Bez prezidenta                    | Nicolas Bedos                       | Philippe Caubère       | Elsa Lepoivre        |
| 29.                                                                            | 29. května 2017 | Folies Bergère                              | Bez prezidenta                    | Nicolas Bedos                       | Jean-Pierre Bacri      | Catherine Arditi     |
| 30.                                                                            | 28. května 2018 | Salle Pleyel                                | Bez prezidenta                    | Zabou Breitman                      | Jacques Gamblin        | Marina Handsová      |
| 30.                                                                            | 28. května 2018 | Salle Pleyel                                | Bez prezidenta                    | Zabou Breitman                      | Jean-Pierre Darroussin | Laure Calamy         |
| 31.                                                                            | 2. dubna 2019   | Folies Bergère                              | Bez prezidenta                    | Alex Vizorek                        | François Morel         | Marina Foïs          |
| 31.                                                                            | 2. dubna 2019   | Folies Bergère                              | Bez prezidenta                    | Alex Vizorek                        | Benoit Solès           | Anne Bouvier         |
| 32.                                                                            | 23. června 2020 | Théâtre du Châtelet                         | Bez prezidenta                    | Marie-Sophie Lacarrau               | Christian Hecq         | Christine Murillo    |
| 32.                                                                            | 23. června 2020 | Théâtre du Châtelet                         | Bez prezidenta                    | Marie-Sophie Lacarrau               | Niels Arestrup         | Béatrice Agenin      |
| V roce 2021 se předávání neuskutečnilo z důvodu pandemie covidu-19 ve Francii. |                 |                                             |                                   |                                     |                        |                      |
| 33.                                                                            | 30. května 2022 | Folies Bergère                              | Isabelle Carré                    | Alex Vizorek                        | Jacques Gamblin        | Clotilde Hesme       |
| 33.                                                                            | 30. května 2022 | Folies Bergère                              | Isabelle Carré                    | Alex Vizorek                        | Maxime d'Aboville      | Barbara Schulz       |